# Ecnomiohyla
Genre
Ecnomiohyla est un genre d'amphibiens de la famille des Hylidae.

## Répartition
Les 12 espèces de ce genre se rencontrent du Mexique à la Colombie.

## Liste des espèces
Selon Amphibian Species of the World (10 juin 2017) :
- Ecnomiohyla bailarina Batista, Hertz, Mebert, Köhler, Lotzkat, Ponce, & Vesely, 2014
- Ecnomiohyla echinata (Duellman, 1961)
- Ecnomiohyla fimbrimembra (Taylor, 1948)
- Ecnomiohyla miliaria (Cope, 1886)
- Ecnomiohyla minera (Wilson, McCranie, & Williams, 1985)
- Ecnomiohyla phantasmagoria (Dunn, 1943)
- Ecnomiohyla rabborum Mendelson, Savage, Griffith, Ross, Kubicki, & Gagliardo, 2008
- Ecnomiohyla salvaje (Wilson, McCranie, & Williams, 1985)
- Ecnomiohyla sukia Savage & Kubicki, 2010
- Ecnomiohyla thysanota (Duellman, 1966)
- Ecnomiohyla valancifer (Firschein & Smith, 1956)
- Ecnomiohyla veraguensis Batista, Hertz, Mebert, Köhler, Lotzkat, Ponce, & Vesely, 2014

## Étymologie
Le nom du genre  vient du grec ecnomios, merveilleux, inhabituel, et du latin hyla, la rainette, en référence aux incroyables membres du groupe d'Ecnomiohyla tuberculosa.

## Publication originale
- Faivovich, Haddad, Garcia, Frost, Campbell & Wheeler, 2005 : Systematic review of the frog family Hylidae, with special reference to Hylinae: phylogenetic analysis and taxonomic revision. Bulletin of the American Museum of Natural History, no 294, p. 1-240 (texte intégral).